# 納梅斯托沃區
49°24′23″N 19°29′2″E / 49.40639°N 19.48389°E

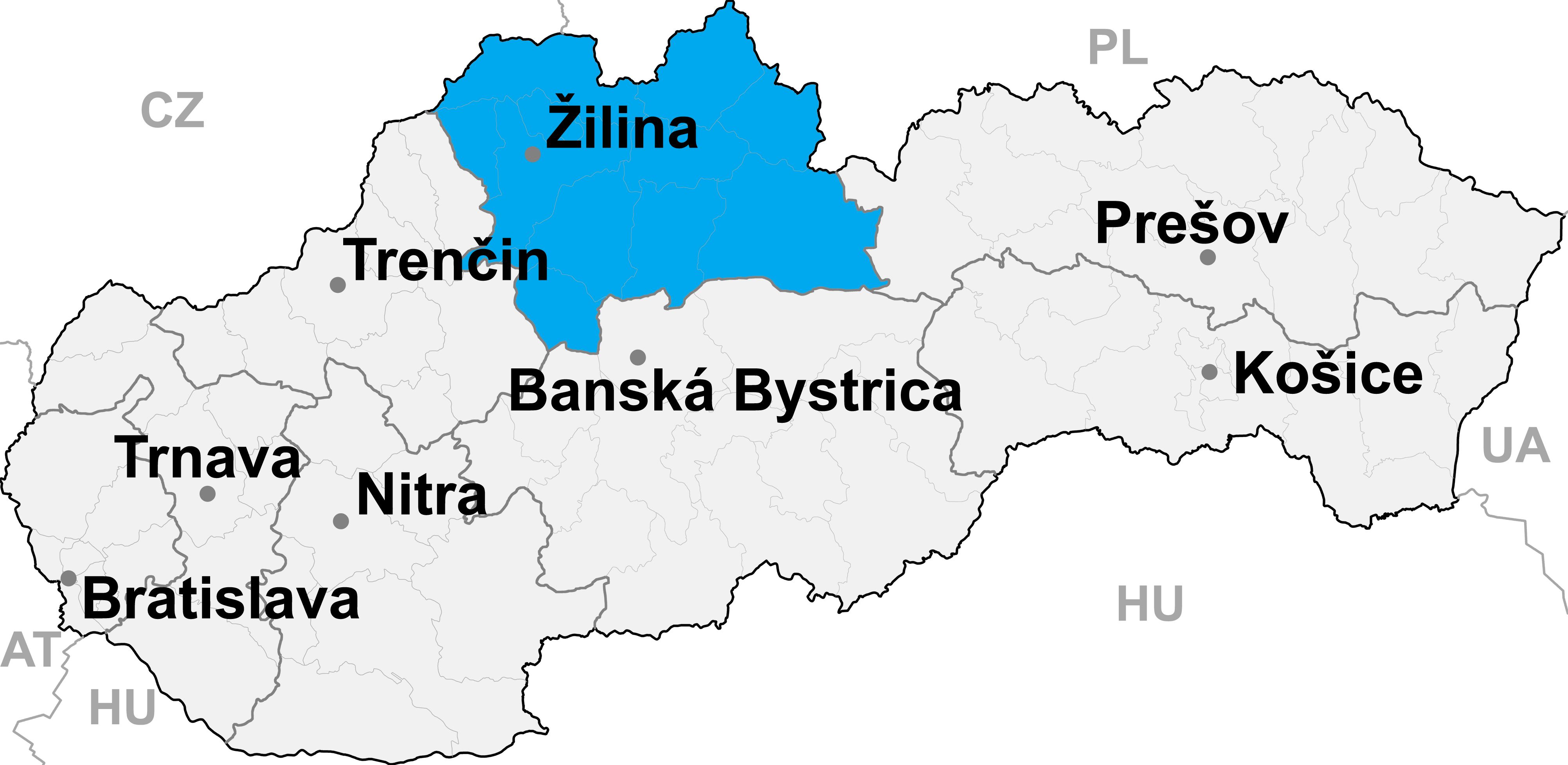

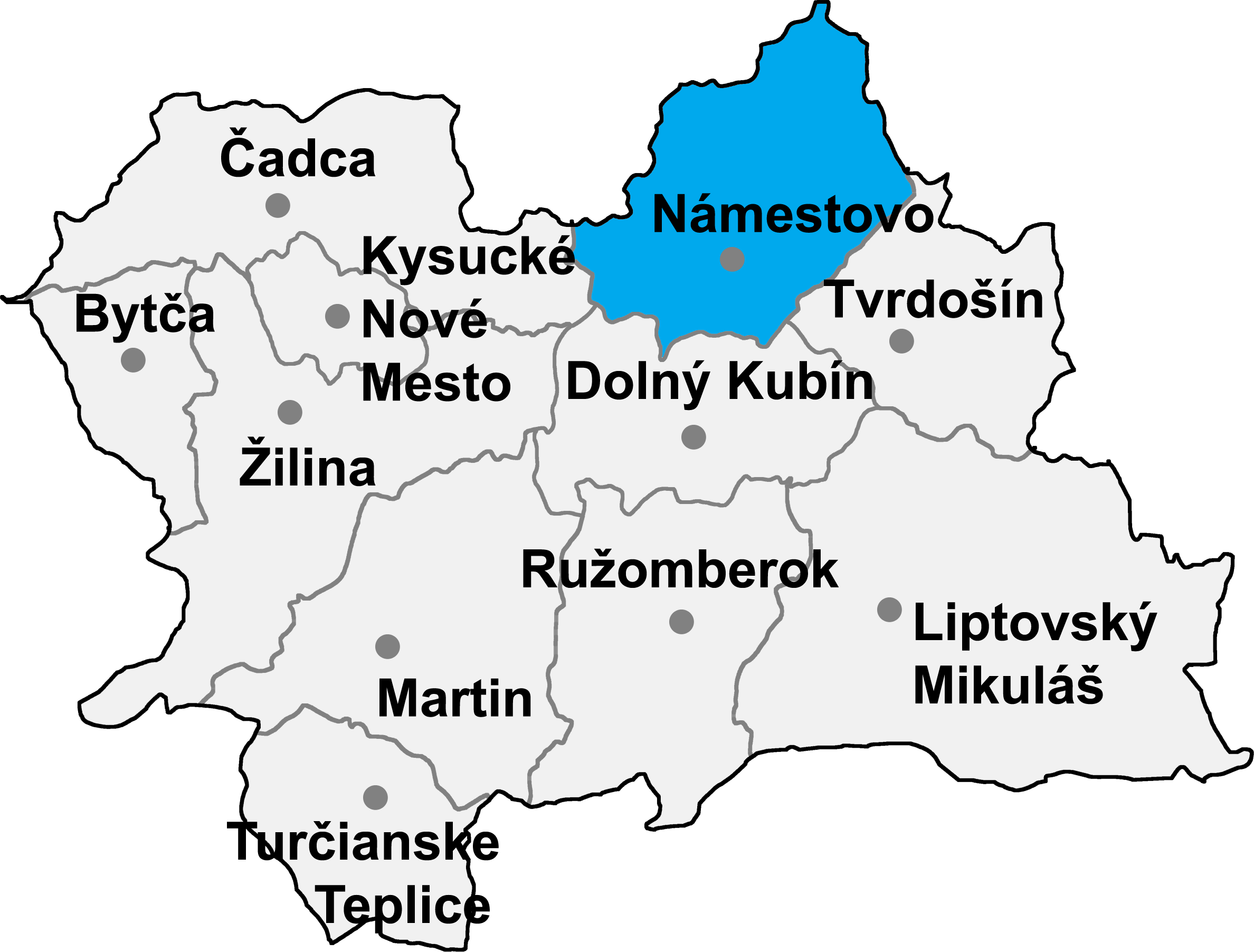

納梅斯托沃區，是斯洛伐克的一個區，位於該國北部，由日利納州負責管轄，面積691平方公里，2001年該區人口56,043，人口密度每平方公里81人。